# Charles Wilson (homme politique britanno-colombien)
Pour les articles homonymes, voir Charles Wilson et Wilson.
Charles Wilson  (5 février 1841-1er mars 1924) est un homme politique canadien de la Colombie-Britannique. Il est député provincial indépendant de la circonscription britanno-colombienne de Cariboo de 1882 à 1886 et comme député conservateur de Vancouver City de 1903 à 1907.

## Biographie
Né à Londres en Angleterre, Wilson arrive à Victoria dans la colonie de l'Île de Vancouver et travaille ensuite dans les mines d'or de la région de Cariboo et de Big Bend (en) près du lac Kinbasket. Il étudie plus tard le droit et est nommé au barreau de la Colombie-Britannique en 1883. Wilson siège au conseil de la Banque de Montréal.
Après avoir siégé comme député indépendant dans un parlement non partisan, Wilson est élu premier président du Parti conservateur de la Colombie-Britannique en 1899. Revenu en politique active en 1903, il doit revenir rapidement devant les électeurs lors d'une élection partielle suivant sa nomination au poste de procureur-général comme le requérait les règles électorales à ce moment.
Wilson sert comme trésorier de la Société de droit de la Colombie-Britannique (Law Society of British Columbia) de 1920 à 1924.
Il meurt à Vancouver en mars 1924 à l'âge de 83 ans.